# Jon Taylor
Jon Taylor é um sonoplasta estadunidense. Sua filmografia coleciona mais de 120 filmes e, por seu trabalho como engenheiro de som, já foi indicado ao Oscar de melhor mixagem de som em três ocasiões, mas não conquistou nenhuma estatueta.

## Filmografia
- Birdman or (The Unexpected Virtue of Ignorance) (2014) [2]
- Unbroken (2014)[2]
- The Revenant (2015)[3]